# 黄5号

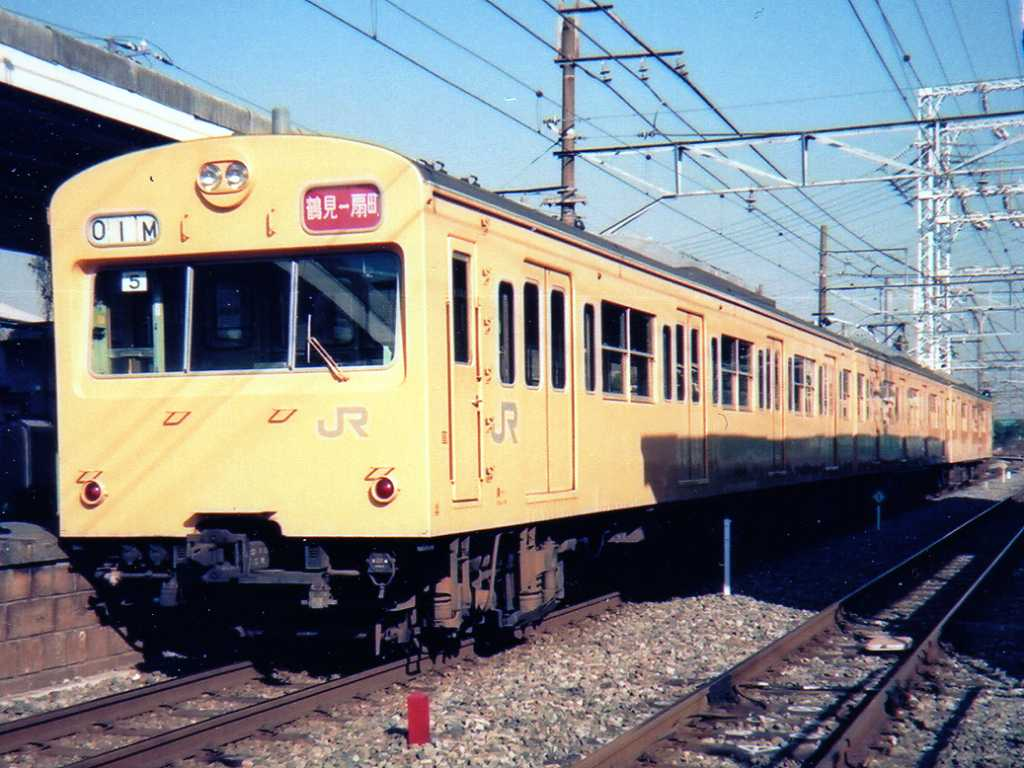
黄5号を地色とした101系電車

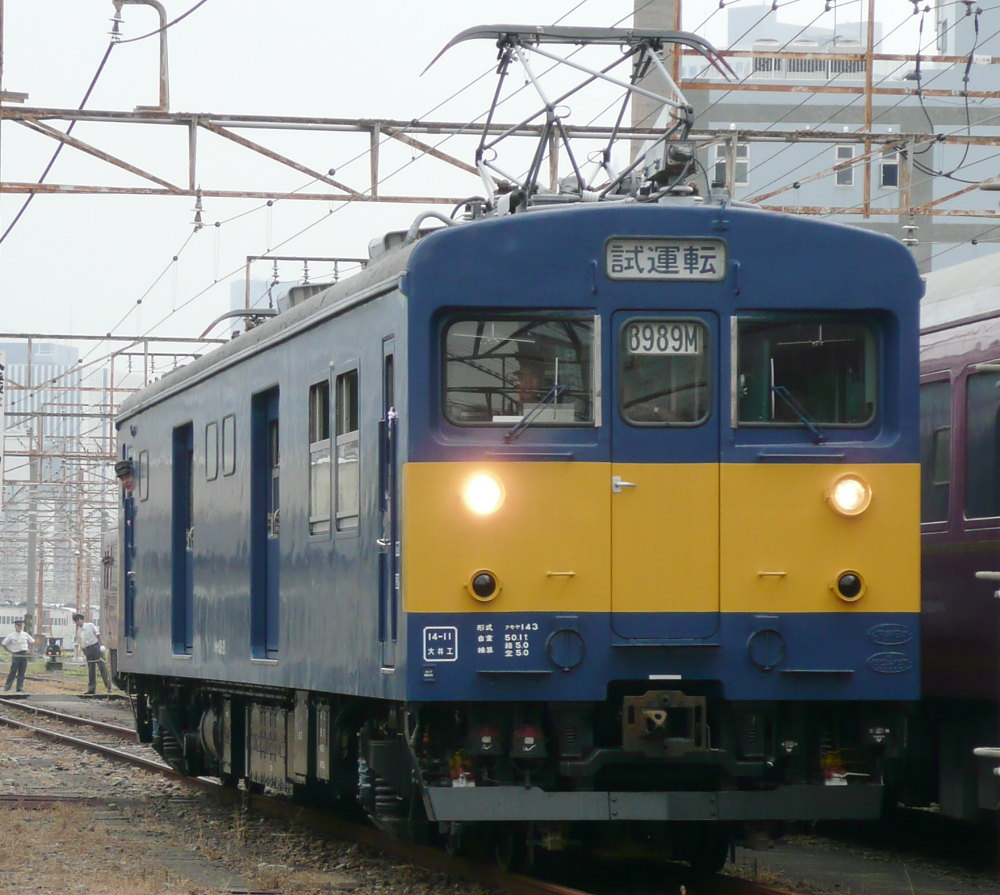
黄5号を警戒色として使用するクモヤ143形電車

黄5号（き5ごう）は、日本国有鉄道（国鉄）が定めた色名称の1つである。

## 概要
慣用色名称は「マリーゴールドイエロー」である。マンセル値は「2.5Y 7.5/8.8」。「カナリアイエロー」とも呼ばれている。
1960年に山手線に投入された101系電車で初めて採用された色で、山手線に101系電車を投入するにあたって中央線の朱色1号（オレンジバーミリオン）とは異なるカラーとしたいという島秀雄技師長（当時）の意向があり、車両外部色の条件として明視性と快適性を備えた色ということで採用が決定した。当時黄色系単色の電車としては帝都高速度交通営団（現東京地下鉄）銀座線が存在していたが、地上走行ということでそれよりも明るめの黄色となっている。
のちに1963年には山手線の101系が中央・総武緩行線に転用された際、黄5号の外部塗色もそのまま移動した。赤羽線や南武線のラインカラーとしても採用されたが、前者は埼京線の運行開始とともに消滅した。国鉄通勤路線の中でこれらの線区のうち、主要な中央・総武緩行線については慣例的に新車投入の優先順位が低く、その中で101系投入だけは例外だった。他の2線区ともども新性能化に際して同形式だけで固められ、またJR東日本へ継承された同形式にも本色は唯一残ることになった。その関係で国鉄通勤型の形式別では、本色の使用は長らく101系のみに限られ、103系への使用も他の4色から周回遅れとなり、1978年の赤羽線転入車で漸く初採用。中央・総武緩行線での103系への採用は1979年である。
その後、1981年に福知山線の宝塚電化で同線のラインカラーとして103系電車に採用され、1986年の全線電化当初には113系も地色に本色を採用したが、こちらは4年足らずで廃された。103系電車も1997年のJR京都線乗り入れを機に青22号（スカイブルー）への塗り替えが始まり、2001年に消滅している。
これ以外に、本色は試験車の地色や帯色・警戒色としても使用された他、1962年以降は修学旅行用車両の地色としても採用されている。また、新潟鉄道管理局では、雪の中で目立つように、新潟地区で運用されていた旧形国電のカラーリングを、本色と赤2号を組み合わせた「新潟色」としていた。その他、福塩線に投入された105系にも使用され、先述の福知山線全線電化当初の113系と同じく青20号が帯色となる。その一方、朱色1号、青22号、黄緑6号（ウグイス）と異なり、旧形国電への単色での採用例は試験塗装車を除き存在しなかった。101系が主力だった時代の関西本線（地色は黄緑6号）でも、正面の警戒色として黄色5号の帯が付いており、103系に置き換えられてからも1990年まで付いていた。
また、JR西日本山陽地区の電車において、2010年以降の新塗装で用いられる色はこの色を若干濃くしたような色合いとなっている。この塗装は黄色一色（真っ黄色）であることと、単色による合理化が国鉄末期を彷彿させるということから、ネット上では「末期色」と呼ばれている。

## 使用車両
- 国鉄70系電車（新潟地区）
- 国鉄101系電車（山手線、中央・総武緩行線、赤羽線、南武線（支線含む）、鶴見線用）
- 国鉄103系電車（中央・総武緩行線、赤羽線、南武線、鶴見線、福知山線用）
- 国鉄105系電車（福塩線用。帯は青20号）
- 国鉄113系電車（福知山線用。帯は青20号）
- 国鉄115系電車（福知山線用・新潟地区復刻塗装）
- 国鉄117系電車（山陽本線用。）
- 国鉄201系電車（中央・総武緩行線用）
- 国鉄155系・159系電車 （修学旅行色）
- 国鉄167系電車（修学旅行色）
- 国鉄301系電車（帯色）
- 国鉄キハ58系気動車（修学旅行色）
- 事業用直流電車（警戒色）
- 新幹線事業用車両（ドクターイエロー、911形など）
- 国鉄ED73形電気機関車1000番台（ナンバー）
- 209系500番台

## 近似色
- 黄1号
- 金色
  - 東京メトロ有楽町線のラインカラー（ゴールド）